# Proculfus
Proculfus of Proculf (overleden rond het jaar 1000) was tussen 985 en ca. 1000 de tweede en laatste missionaris-bisschop in Krakau. Zijn naam doet vermoeden dat hij net zoals zijn voorganger Prohorius afkomstig was uit Noord-Italië. Het is mogelijk dat Proculfus uit naam van Paus Johannes XV naar Krakau is gekomen.